# Mirosław Kropielnicki
Mirosław Kropielnicki (ur. 9 lipca 1965 w Dębicy) – polski aktor teatralny i telewizyjny.

## Życiorys
W 1988 roku ukończył studia na PWST we Wrocławiu. W 1988 roku pracował w Teatrze im. Cypriana Kamila Norwida w Jeleniej Górze, w latach 1988–1991 w Teatrze im. Wilama Horzycy w Toruniu, a w latach 1991–1992 w Teatrze Polskim w Szczecinie. Obecnie zatrudniony w Teatrze Nowym w Poznaniu. W roku 2008 został nominowany przez miesięcznik „Teatr” za najlepszą rolę sezonu 2007/08, a w Poznaniu uhonorowany medalem Za Zasługi dla Województwa Wielkopolskiego. W styczniu 2013 roku został odznaczony „odznaką honorową Zasłużony dla Kultury Polskiej”.

## Życie prywatne
- W 1990 roku poślubił aktorkę Bożenę Borowską, z którą ma syna Kacpra (ur. 1992)[2].

## Nagrody
- Łódź – VI Ogólnopolski Przegląd Spektakli Dyplomowych Szkół Teatralnych – wyróżnienie za rolę Jana w przedstawieniu „Panna Julia” Augusta Strindberga w reżyserii Igi Mayr, PWST Wrocław (1988)
- Srebrna Maska – przyznawana przez Lożę Patronów Teatru Nowego (1994)
- Łódź – II Ogólnopolski Festiwal Sztuk Przyjemnych – nagroda dla Najprzyjemniejszego Aktora za rolę Allana Felixa w przedstawieniu „Zagraj to jeszcze raz, Sam” Woody’ego Allena w Teatrze Nowym w Poznaniu – plebiscyt publiczności (1996)
- Srebrna Maska – nagroda Loży Patronów Teatru Nowego – za cztery role w spektaklu „Maszyna do liczenia” Rice’a i trzy role w „Paradach” Jana Potockiego (1998)
- Poznań – Medal Młodej Sztuki przyznawany przez „Głos Wielkopolski” w dziedzinie teatru, za efektowne role komediowe w przedstawieniach Teatru Nowego – „Parady”, „Zagraj to jeszcze raz, Sam” (1999)
- Kalisz – XLIV KST – nagroda za rolę drugoplanową – za rolę Księcia Buckinghama w przedstawieniu „Król Ryszard III” Williama Shakespeare’a w T. Nowym im. Łomnickiego w Poznaniu (2004)
- Edinburgh – Edinburgh Fringe Festival – nagroda Herald Angel „The Stage Award for Acting Excellence” (za doskonałość), za spektakl „Faust” w Teatrze Nowym im. T. Łomnickiego w Poznaniu (2005)
- Srebrna Maska – nagroda Loży Patronów Teatru Nowego im. Tadeusza Łomnickiego za rolę Mefistofelesa w przedstawieniu „Faust” według Goethego (2005)

## Filmografia
- 1988: Babie lato (etiuda szkolna) – obsada aktorska
- 1991: Szczęki (etiuda szkolna) – chłopak
- 1994: Tośka – ojciec
- 1995: Szkoła uczuć. Dzieje pewnego młodzieńca (spektakl telewizyjny) – Karol Deslauriers
- 1995: Maszyna zmian – pilot balonu (odc.40)
- 1996: Maszyna zmian. Nowe przygody – baloniarz (odc.4)
- 1998: Sto minut wakacji – mężczyzna
- 2000: Koniec świata u Nowaków – bileter
- 2004: Kosmici – dzielnicowy (odc.3)
- 2005–2008: Pierwsza miłość – Sławoń
- 2005: Świat według Kiepskich – Nowak (odc.216)
- 2005: Biuro kryminalne – Emil Peltz (odc.16)
- 2007: Złotopolscy – majster Korzelak (odc.841-844)
- 2007: Świat według Kiepskich – petent (odc.270)
- 2008: Faceci do wzięcia – sąsiad (odc.63)
- 2009: Złoty środek – asystent ministranta
- 2009: Świnki – właściciel straganu ze szparagami
- od 2010 – obecnie: Pierwsza miłość – Seweryn Krojewicz
- 2011: Weekend – recepcjonista
- 2013: Śliwowica – Seweryn Krojewicz
- 2014: Dziady (spektakl telewizyjny) – senator
- 2015: Damy i huzary (spektakl telewizyjny) – Rembo
- 2016: Ojciec Mateusz – Ksawery Sobota
- 2016–2017: Na dobre i na złe – profesor Bjork (odc.649,653,660)
- 2017: Wojenne dziewczyny – szef restauracji (odc.12-13)
- 2017: Druga szansa – Kazimierz Boroszewski (odc.6-7)
- 2017: 53 wojny – adwokat
- 2018: Kler – Wilusz
- 2018: Znaki – burmistrz Paszke (wszystkie odcinki)
- 2022: Wielka woda – pułkownik Czacki
- 2024: Rojst Millenium – Józef Kielak
- 2024: Powrót do życia – Jan Borek, ojciec Laury

## Role teatralne
Teatr Nowy w Poznaniu:
- Piękna Lucynda
- Mein Kampf
- Czerwone nosy
- Lot nad kukułczym gniazdem
- Sługa dwóch panów
- Kuglarze i wisielcy
- Zagraj to jeszcze raz, Sam
- Maszyna do liczenia
- Parady
- Pułapka
- Androkles i lew
- Sny
- Iwona, księżniczka Burgunda
- Wesele
- Sędziowie
- Czego nie widać
- Król Ryszard III
- Kolacja na cztery ręce
- Namiętność
- Faust
- Życie jest snem
- Przyjęcie dla głupca
- Hamlet
- Burza
- Arka Noego. Nowy koniec Europy
- Udając ofiarę
- Lobotomobil
- Mary Stuart
- Bestia
- Biały Szejk
- Poper
- Dyskretny urok burżuazji
- Dziady

Teatr Polonia w Warszawie:
- Romulus Wielki reż. Krzysztof Zanussi (2009)

Teatr Komedia we Wrocławiu:
- Kolacja dla głupca reż. Paweł Okoński (2013)

Centrum Kultury Suchy Las:
- Seks dla opornych reż. Bożena Borowska-Kropielnicka (2014)

Och-Teatr w Warszawie
- Truciciel reż. Cezary Żak (2015)
- Udając ofiarę reż. Krystyna Janda (2016)
- Przedstawienie świąteczne w szpitalu Św. Andrzeja reż.Krystyna Janda (2016)
- Nos reż. Janusz Wiśniewski (2016)
- Dobry Wojak Szwejk idzie na wojnę reż. Andrzej Domalik (2017)
- Pomoc Domowa reż. Krystyna Janda (2017)

Teatr Telewizji:
- Tośka, reż. Andrzej Maleszka (1994)
- Szkoła uczuć. Dzieje pewnego młodzieńca, reż. Krzysztof Zaleski (1996)
- Dziady, reż. Radosław Rychcik (2014)
- Damy i Huzary, reż. Krystyna Janda (2015)